# Xot de les Seychelles
El xot de les Seychelles (Otus insularis) és una espècie d'ocell de la família dels estrígids (Strigidae). És endèmic de Mahé, a les illes Seychelles. El seu estat de conservació es considera en perill crític d'extinció.